# Omobranchus hikkaduwensis
Omobranchus hikkaduwensis es una especie de pez de la familia Blenniidae en el orden de los Perciformes.

## Reproducción
Es ovíparo.

## Hábitat
Es un pez de mar y de clima tropical.

## Distribución geográfica
Se encuentra en Sri Lanka y al oeste del Pacífico central.